# Menni Benedek
Szent Menni Benedek (Milánó, 1841. március 11. – Dinan, 1914. április 24.) szentté avatott irgalmas rendi szerzetespap.

## Élete
Menni Benedek Angelo Ercole Menni néven született Milánóban, 1841. március 11-én, Luigi Menni és Luisa Figini tizenöt gyermeke közül az ötödikként. Miután az iskoláit befejezte rövid ideig egy bankban végzett munkát, majd 19 éves korában lett Istenes Szent János által alapított Irgalmas rend tagja. Szerzetesi neve Benedek lett. Teológiai tanulmányait Rómában végezte. 1866-ban szentelték pappá, és 26 éves korában Spanyolországba kapott megbízatást, hogy a szekularizáció miatt legyengült rendet helyreállítsa.
36 évet töltött Spanyolországban, Portugáliában, Mexikóban és ezalatt a rend, munkája és rendíthetetlen hite miatt teljesen újjászületett. Egyedül Spanyolországban 15 rendházat hozott létre. A nők számára megalapította a Jézus Szent Szívének Irgalmas Nővérei Társaságot. Rövid ideig az Irgalmas rend általános főnökeként szolgált, de egy év után kiutasították Spanyolországból és 1914. április 24-én halt meg, száműzetésben, Franciaországban. Spanyolországban, Madridban temették el.
1985-ben avatta őt boldoggá, 1999. november 21-én szentté II. János Pál pápa.

## Fordítás
- Ez a szócikk részben vagy egészben  a   Benedetto Menni című német Wikipédia-szócikk ezen változatának fordításán alapul.  Az eredeti cikk szerkesztőit annak laptörténete sorolja fel. Ez a jelzés csupán a megfogalmazás eredetét és a szerzői jogokat jelzi, nem szolgál a cikkben szereplő információk forrásmegjelöléseként.